# Asterix és Obelix: Isten óvja Britanniát
Az Asterix és Obelix: Isten óvja Britanniát (eredeti cím: Astérix & Obélix: Au service de sa Majesté) 2012-ben bemutatott francia–olasz–spanyol–magyar koprodukcióban készült vígjáték, az Asterix-füzeteken alapuló negyedik élőszereplős film. A film René Goscinny és Albert Uderzo képregénye alapján készült, a forgatókönyvet Grégoire Vigneron írta, a filmet Laurent Tirard rendezte, a zenéjét Klaus Badelt szerezte, a producerei Olivier Delbosc és Marc Missonnier voltak. A Fidélité Films készítette, a Wild Bunch Distribution forgalmazta.
Franciaországban 2012. október 17-én, Magyarországon 2012 október 18-án mutatták be a mozikban.

## Cselekmény
A Római Birodalom Nagy-Britannia felé terjeszkedik és már csak egy falu tart ki, at is egyre gyengül. Angoltapax (Guillaume Gallienne) a királynő megbízásából meglátogatja a gall falut, segítségkérés végett. A falu lakói persze készségesen segítenének, a főnök Asterixet (Édouard Baer) és Obelixet (Gérard Depardieu) kéri meg, hogy segítsenek eljuttatni a varázsitalt Britanniába. Két főhősünk viszont elfoglalt, hiszen azzal is meg lettek bízva, hogy Kishippixből, a lázadó tiniből férfit faragjanak. Ennek köszönhetően négyen indulnak vissza Britanniába, a rómaiak ellen.

## Szereplők
| Szereplő          | Színész             | Magyar hang        |
| ----------------- | ------------------- | ------------------ |
| Asterix           | Edouard Baer        | Rajkai Zoltán      |
| Obelix            | Gérard Depardieu    | Helyey László      |
| Angoltapax        | Guillaume Gallienne | Scherer Péter      |
| Kishippix         | Vincent Lacoste     | Baradlay Viktor    |
| Miss Macintosh    | Valérie Lemercier   | Kiss Eszter        |
| Julius Caesar     | Fabrice Luchini     | Kulka János        |
| Cordelia királynő | Catherine Deneuve   | Hámori Ildikó      |
| Ophélia           | Charlotte Le Bon    | Törőcsik Franciska |
| Grossebaf         | Bouli Lanners       | Schneider Zoltán   |
| Pindépis          | Atmen Kelif         | Seszták Szabolcs   |
| Tetedepiaf        | Dany Boon           | Welker Gábor       |
| Lucius Burokratus | Jean Rochefort      | Blaskó Péter       |
| Kalózkapitány     | Gérard Jugnot       | Bácskai János      |
| Tábornokok        | Luca Zingaretti     | Pálfai Péter       |
| Tábornokok        | Patrick Ligardes    | Karsai István      |
| Tábornokok        | Vincent Nemeth      | Bartók László      |
| Abraracourcix     | Michel Duchaussoy   | Izsóf Vilmos       |
| Relax             | Bruno Paviot        | Csuha Lajos        |
| Tolvaj            | Michel Crémadès     | Gardi Tamás        |
| Hóhér             | Javivi              | Papucsek Vilmos    |
| Fogadós           | Koppány Zoltán      | Imre István        |
| Írnok             | Gilian Petrovski    | Bor László         |
| Multidiplomusz    | Niccolò Senni       | Karácsonyi Zoltán  |
| Claudius Tubus    | Tristán Ulloa       | Bolla Róbert       |
| Telegráf          | Yannik Mazzilli     | Bognár Tamás       |
| Fonográf          | Götz Otto           | Törköly Levente    |
| Panoramix         | Baranyi László      | Baranyi László     |
| Moletti           | N/A                 | Kocsis Mariann     |

## Televíziós megjelenések
- RTL Klub, Film+, RTL+ / RTL Három, Mozi+, Super TV2
- FilmBox, Digi Film